# Baía Paraíso

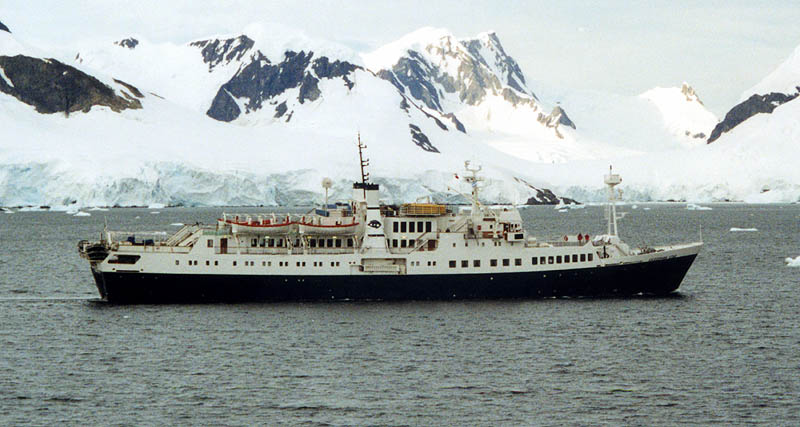
O National Geographic Endeavour passando pela Baía Paraíso em fevereiro de 2001

A baía Paraíso é um porto na Antártida Ocidental. É um dos dois únicos portos usados para de navios de cruzeiro no continente; o outro é o porto Neko.
A base científica argentina (Base Antártica Almirante Brown) está localizada nas margens da baía Paraíso, tal como a base científica chilena (Base Antártica González Videla).

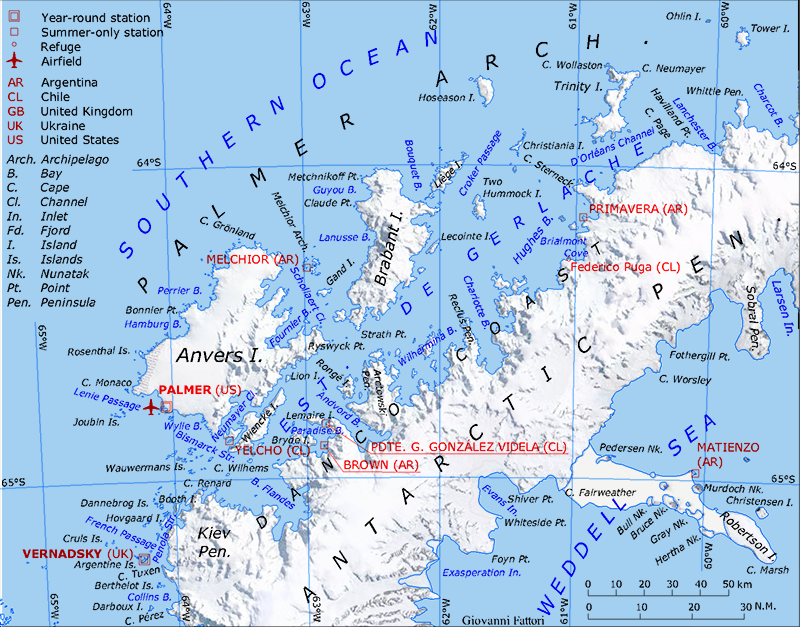
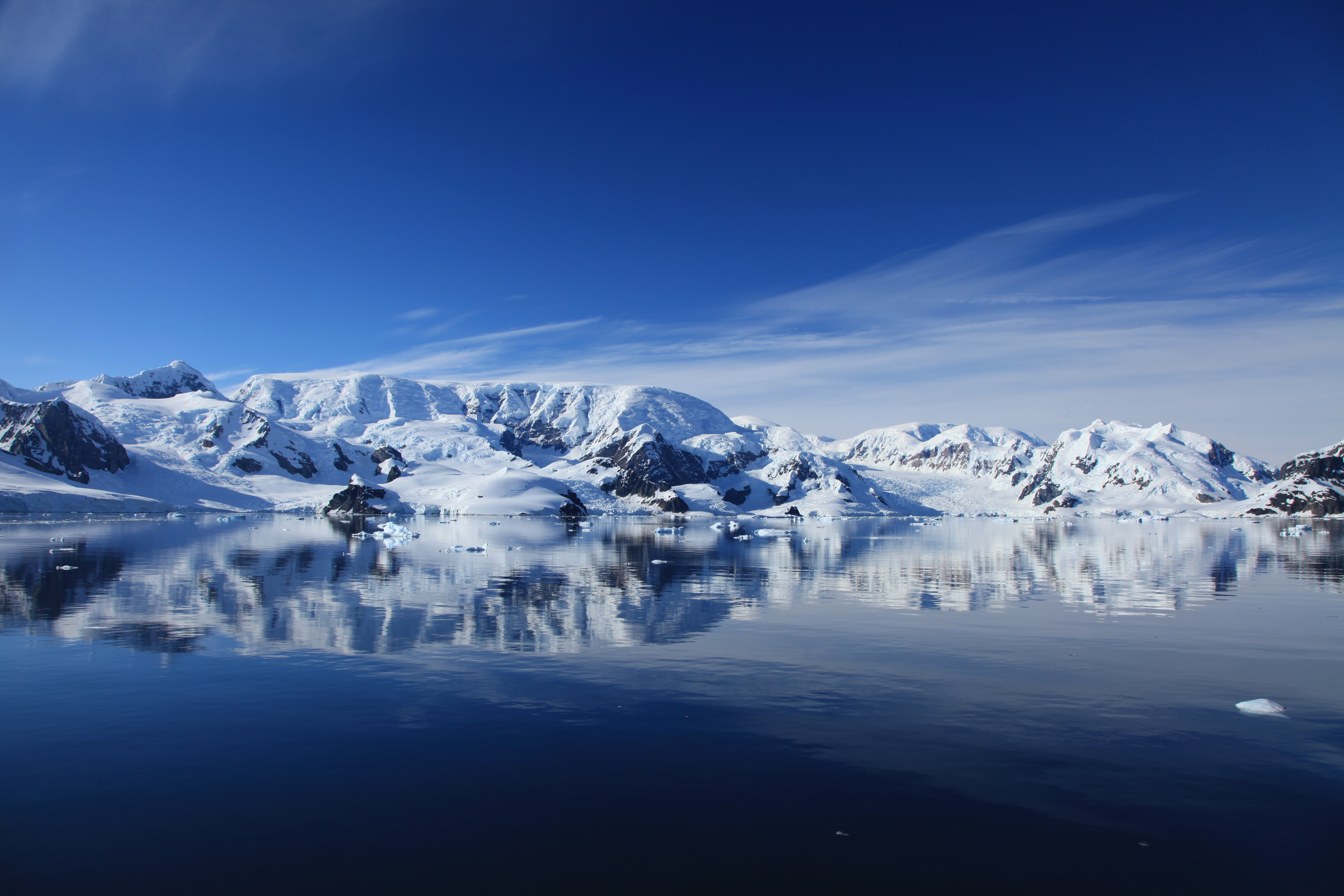
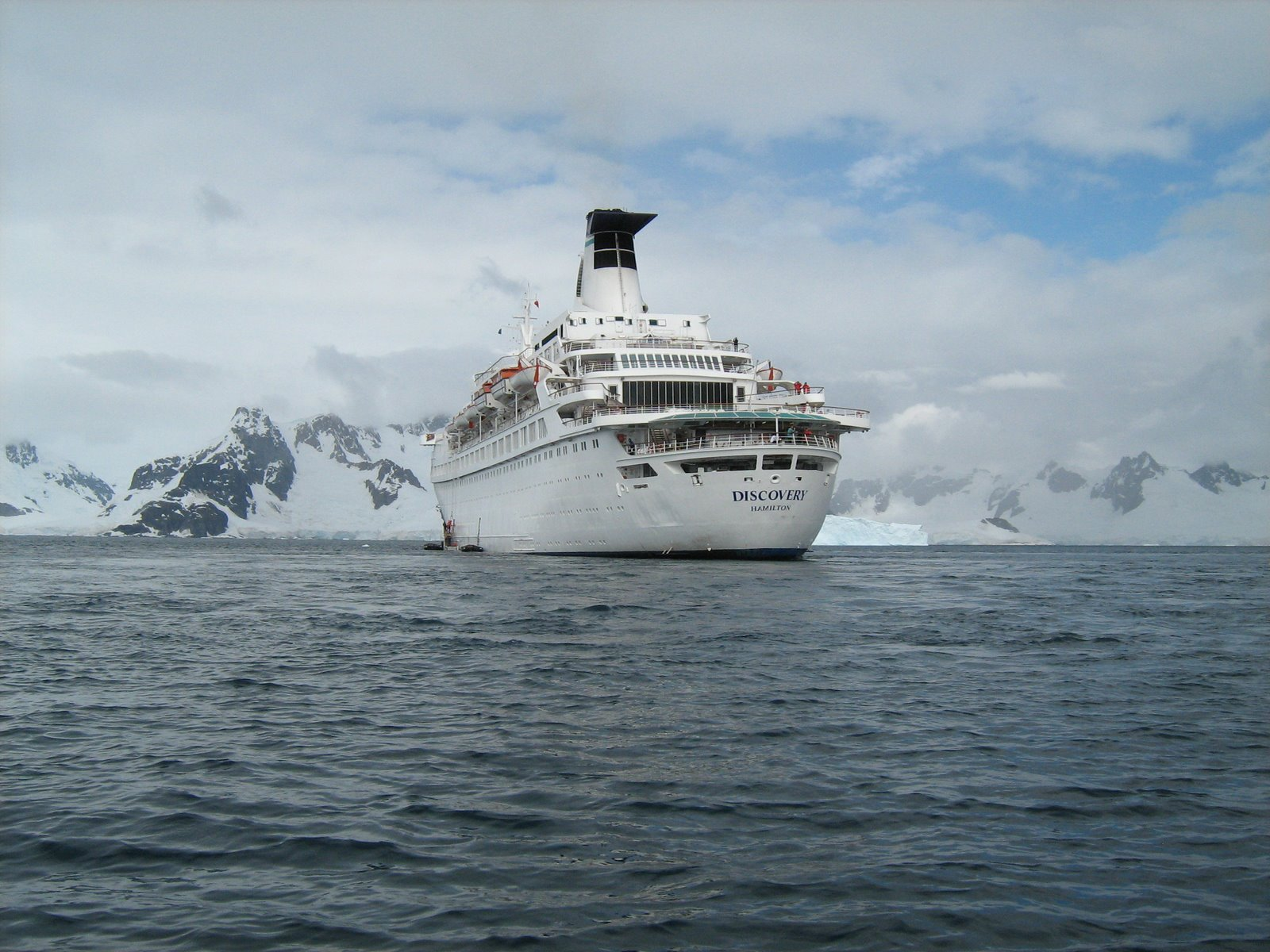